# Assassin (film, 2023)
Pour les articles homonymes, voir Assassin.
Pour plus de détails, voir Fiche technique et Distribution.
Assassin est un film américain réalisé par Jesse Atlas, sorti en 2023.
Il s'agit du dernier film de Bruce Willis, après sa retraite en raison d'une aphasie.

## Synopsis
Une opération militaire privée invente une technologie de micropuce futuriste qui permet à l'esprit d'un agent d'habiter le corps d'une autre personne pour mener à bien des missions secrètes et meurtrières.

## Fiche technique
- Titre original et français : Assassin
- Réalisation : Jesse Atlas
- Scénario : Jesse Atlas et Aaron Wolfe
- Musique : Mark Tewarson
- Photographie : Bryan Koss
- Montage : Philip Harrison
- Production : Joel Shapiro, Jeff Elliott, Alex Eckert, Thomas Sjolund, Najeeb Khuda et Gavin Lurie
- Sociétés de production : Endless Media, Brickell & Broadbridge International, magiCity Studios, Altamira Media et 120db Films
- Société de distribution : Saban Films
- Pays de production :  États-Unis
- Langue originale : anglais
- Format : couleur - 2,39:1
- Genre : Action, science-fiction
- Dates de sortie :
  - États-Unis : 31 mars 2023 (sortie limitée et vidéo à la demande)

## Distribution
- Nomzamo Mbatha : Alexa
- Bruce Willis (VF : Stefan Godin) : Valmora
- Dominic Purcell : Adrian
- Andy Allo : Mali
- Mustafa Shakir : Sebastian
- Fernanda Andrade : Olivia
- Eugenia Kuzmina (en) : la formatrice
- Hannah Quinlivan : l'agent spécial